# Polycystis irregularis
Polycystis irregularis är en plattmaskart som beskrevs av Nasonov 1935. Polycystis irregularis ingår i släktet Polycystis och familjen Polycystididae. Inga underarter finns listade i Catalogue of Life.